# Citheronia pseudomexicana
Citheronia pseudomexicana är en fjärilsart som beskrevs av Lemaire 1974. Citheronia pseudomexicana ingår i släktet Citheronia och familjen påfågelsspinnare. Inga underarter finns listade i Catalogue of Life.